# Gmina Kobylin
Die Gmina Kobylin [kɔˈbɨlin] ist eine Stadt-und-Land-Gemeinde im Powiat Krotoszyński der Woiwodschaft Großpolen in Polen. Ihr Sitz ist die gleichnamige Stadt mit etwa 3250 Einwohnern.

## Geographie

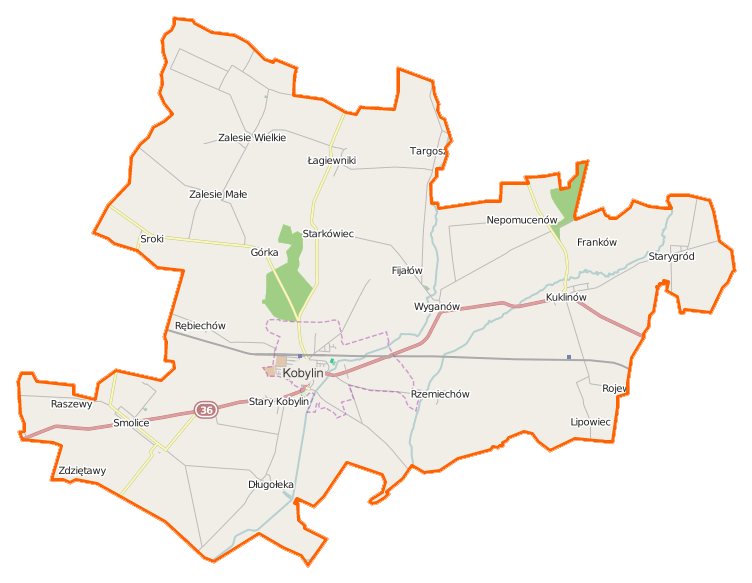
Karte der Gemeinde

Die Gemeinde liegt im Süden der Woiwodschaft, etwa fünf Kilometer von der Grenze zur Woiwodschaft Niederschlesien entfernt. Die Kreisstadt Krotoszyn (Krotoschin) liegt sechs Kilometer östlich, die Woiwodschafts-Hauptstadt Posen etwa 75 Kilometer nördlich. Nachbargemeinden sind die Gemeinden Pogorzela im Norden, Krotoszyn im Osten, Zduny im Südosten, Jutrosin im Südwesten sowie Pępowo im Westen.
Die Gemeinde hat eine Fläche von 112,4 km², von der 80 Prozent land- und 11 Prozent forstwirtschaftlich genutzt werden.

## Geschichte
Das heutige Gemeindegebiet gehörte unterbrochen durch die deutsche Besatzungszeit im Zweiten Weltkrieg von 1919 bis 1975 zur Woiwodschaft Posen mit unterschiedlichen Zuschnitt. – Die deutsche Minderheit wurde nach dem Weltkrieg vertrieben.
Von 1975 bis 1998 kam das Gemeindegebiet zur Woiwodschaft Kalisz. Der Powiat wurde in dieser Zeit aufgelöst. Die Landgemeinde Kobylin wurde 1954 in verschiedene Gromadas umgewandelt und zum 1. Januar 1973 neu geschaffen. Stadt- und Landgemeinde Kobylin wurden 1990/1991 zur Stadt-und-Land-Gemeinde zusammengelegt. Diese gehört seit 1999 zur Woiwodschaft Großpolen und wieder zum Powiat Krotoszyński.

## Gliederung
Zur Stadt-und-Land-Gemeinde (gmina miejsko-wiejska) Kobylin mit 8049 Einwohnern (Stand 31. Dezember 2020) gehören die Stadt selbst und 20 Dörfer mit Schulzenämtern (sołectwa):
- Berdychów
- Długołęka
- Fijałów
- Górka
- Kuklinów
- Łagiewniki
- Nepomucenów
- Raszewy
- Rębiechów
- Rojew
- Rzemiechów
- Smolice
- Sroki
- Starkowiec
- Starygród
- Stary Kobylin
- Wyganów
- Zalesie Małe
- Zalesie Wielkie
- Zdziętawy

Weitere Ortschaften sind der Weiler Targoszyce, die Siedlungen Berdychów und Lipówiec sowie die Waldsiedlungen Biała Róża und Kuklinów.

## Sehenswürdigkeiten

### Denkmalgeschützte Sehenswürdigkeiten (Auswahl)
Die Altstadt von Kobylin ist in ihrer Gesamtanlage als Denkmalzone geschützt.  Ein besonderes Ensemble ist auch die Pfarrkirche von Smolice. In die nationale Denkmalliste wurden unter anderem eingetragen:
- Kirche St. Stanislaus, 1518 und 18. Jahrhundert in Kobylin[3]
- Pfarrkirche in Smolice, 2 Pavillons, Mauer, Toranlage, Friedhof, Pfarrhaus und Garten; 1907–1909[4]
- Landschloss (1910–1914)[5] und Park in Smolice, 18/19. Jahrhundert[6]
- Holzkirche in Starygród, 17. Jahrhundert[7] mit Friedhof und zwei Grabkapellen des Adels.[8]

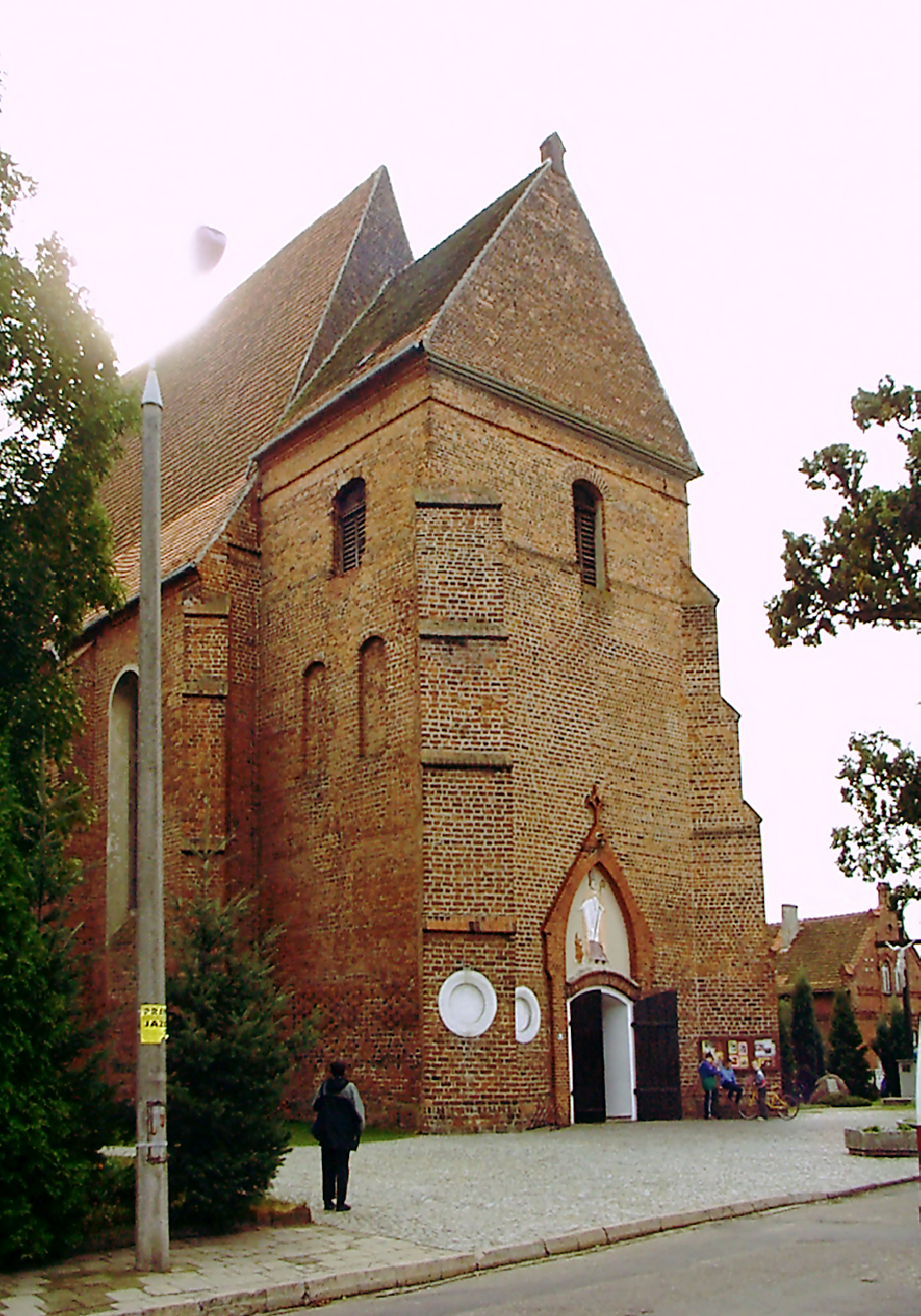
Kirche in Kobylin
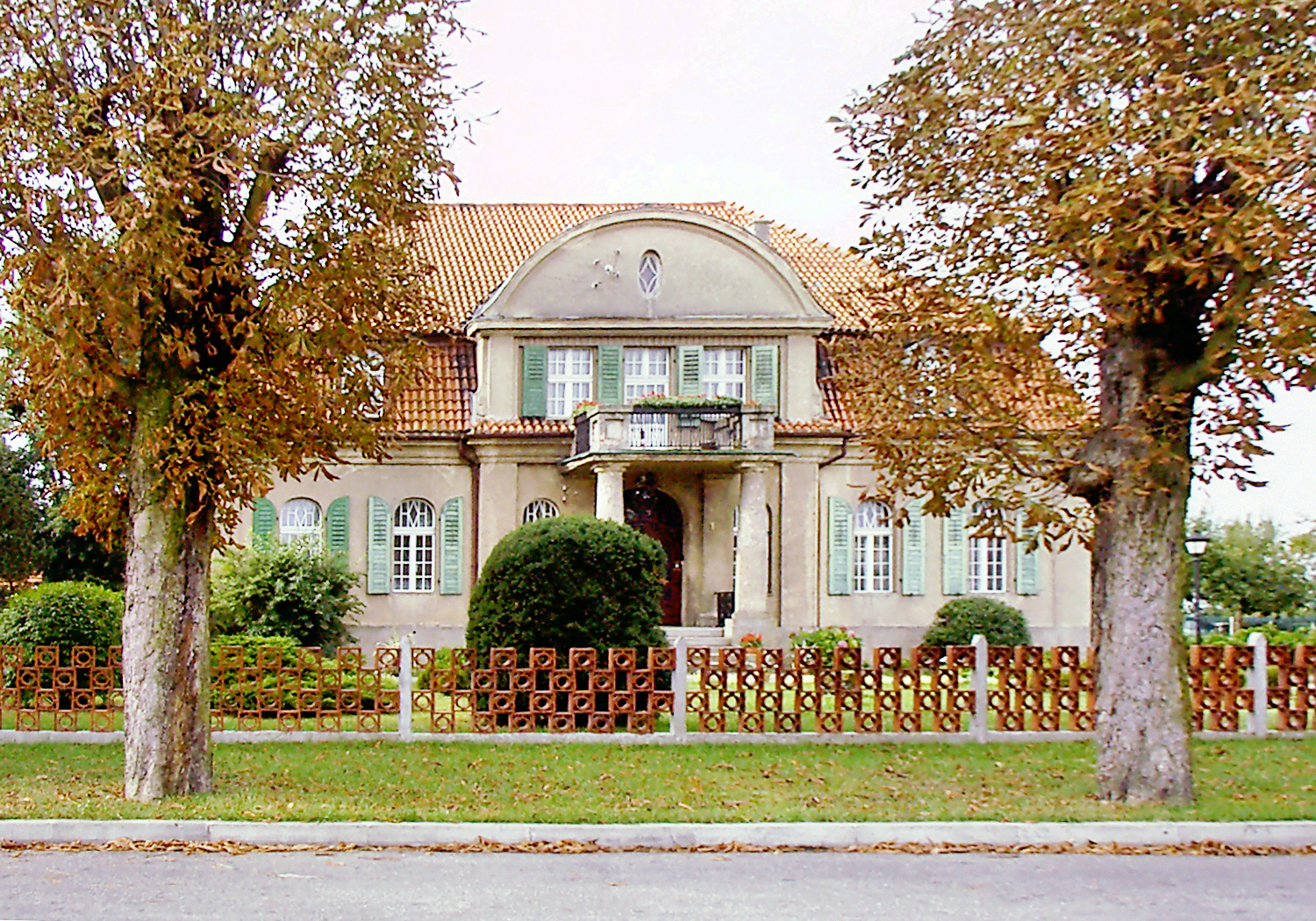
Pfarrhaus in Smolice
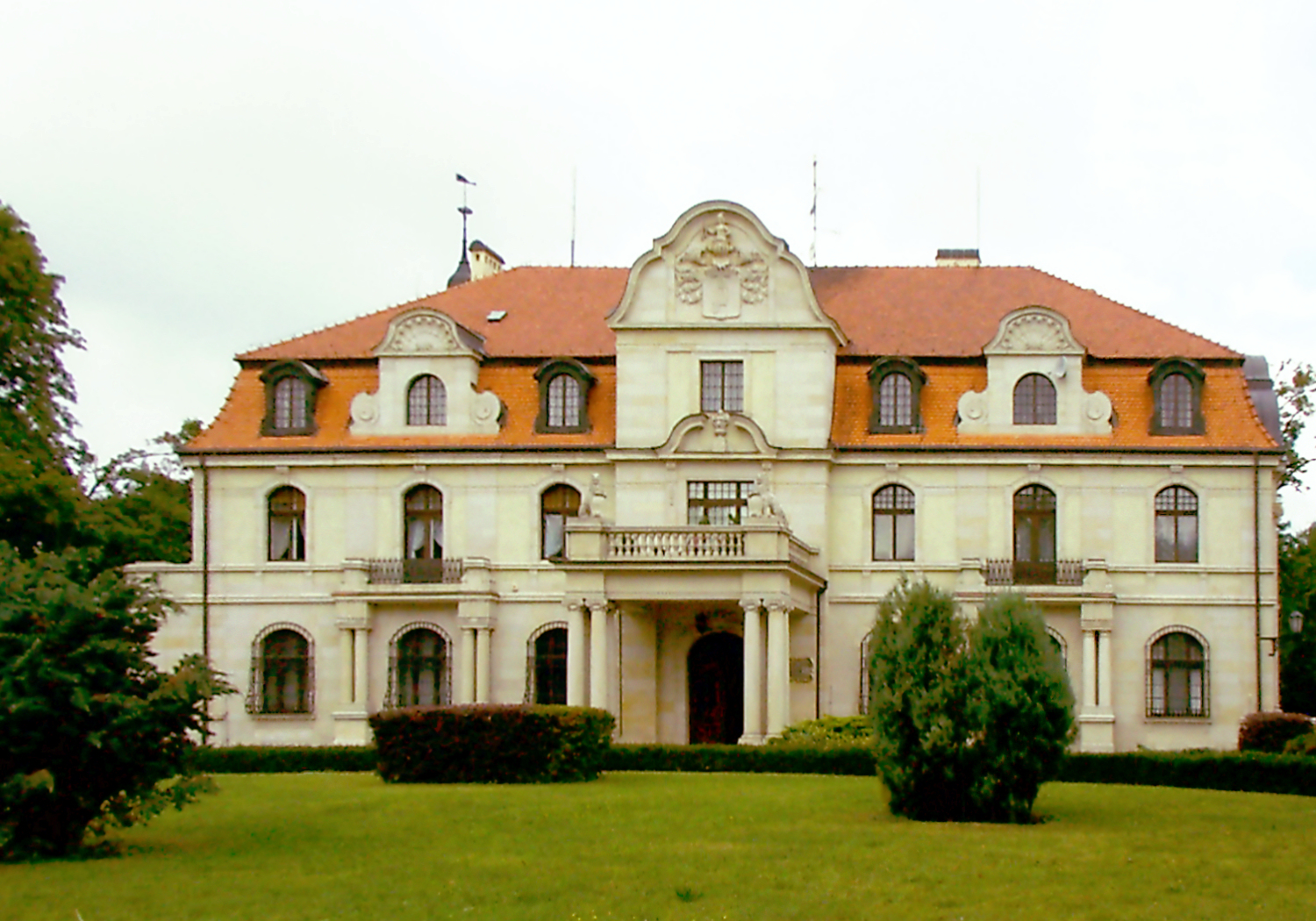
Landschloss in Smolice
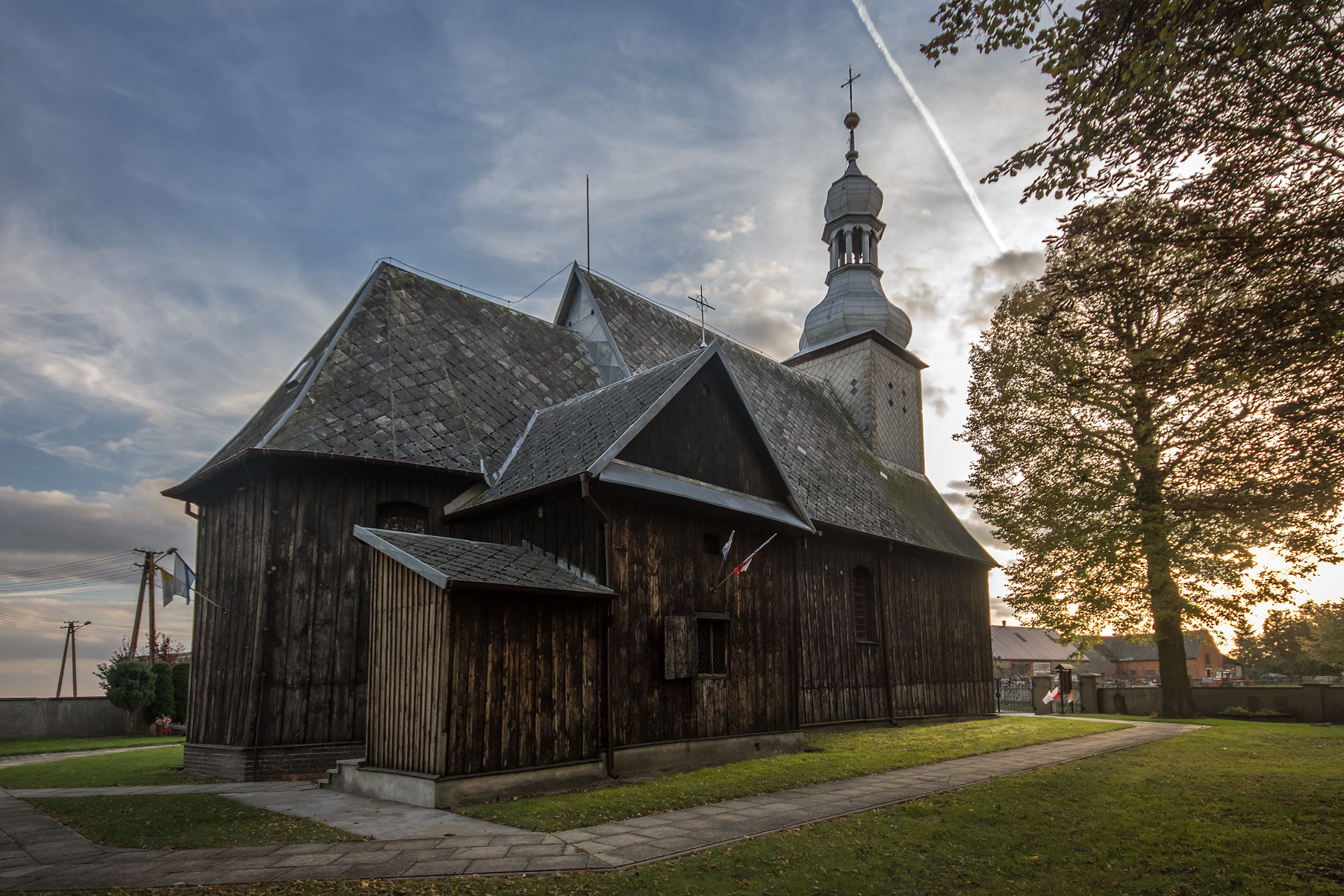
Holzkirche in Starygród

### Museum
Die Gemeinde unterhält ein Museum des Kobyliner Lands (Muzeum Ziemi Kobylińskiej).

## Verkehr
Die Landesstraße DK36 (droga krajowa 36) verbindet die Gemeinde und ihren Hauptort mit der Kreisstadt Krotoszyn im Osten und Rawicz im Westen. In letzterer besteht Anschluss an die Schnellstraße S5 (Europastraße 261), in Krotoszyn an die Landesstraße DK15. – Zum weiteren Straßennetz der Gemeinde gehören keine Woiwodschaftsstraßen.
Der nächste internationale Flughafen ist Breslau.
An der Bahnstrecke von Krotoszyn nach Leszno bestehen der Bahnhof in Kobylin und ein Haltepunkt in Kuklinów. – Kobylin war einst Endbahnhof der Liegnitz-Rawitscher Eisenbahn, seit 1925 der polnischen Rawicz–Kobyliner Eisenbahn.